# Duchesnea
Slægten Indisk Jordbær (Duchesnea) består kun af to arter, som hører hjemme i Japan, Kina og Himalayabjergene. Det er fladt krybende planter med iøjnefaldende bær, som dog helt mangler smag.
| Arter |

- Duchesnea chrysantha
- Indisk jordbær (Duchesnea indica)